# Lacrosse nos Jogos Olímpicos de Verão de 1904
O lacrosse estreou como modalidade olímpica durante os Jogos Olímpicos de Verão de 1904 realizados em Saint Louis, nos Estados Unidos. Apenas três equipes, duas canadenses e uma estadunidense, intervieram na competição.

## Medalhistas
| Ouro | Prata | Bronze |
| Canadá (CAN) Shamrock Lacrosse Team Élie Blanchard Billy Brennagh George Bretz Laurie Burns George Cattanach George Cloutier Sandy Cowan Jack Flett Benjamin Jamieson Stuart Laidlaw Hilliard Lyle Lawrence Pentland | Estados Unidos (USA) St. Louis Amateur Athletic Association J. W. Dowling Gibson Patrick Grogan Hunter Murphy Partridge George Passmore William Passmore Ross Jack Sullivan A. H. Venn Woods | Canadá (CAN) Mohawk Indians Almighty Voice Black Eagle Black Hawk Flat Iron Half Moon Lightfoot Man Afraid Soap Night Hawk Rain in Face Red Jacket Snake Eater Spotted Tail |

## Resultados
|  | Semifinal                                  | Semifinal                                  | Semifinal |  |  | Final                                      | Final                                      | Final |
|  |                                            |                                            |           |  |  |                                            |                                            |       |
|  |                                            |                                            |           |  |  | CAN Shamrock Lacrosse Team                 | CAN Shamrock Lacrosse Team                 | 8     |
|  | USA St. Louis Amateur Athletic Association | USA St. Louis Amateur Athletic Association | 2         |  |  | USA St. Louis Amateur Athletic Association | USA St. Louis Amateur Athletic Association | 2     |
|  | CAN Mohawk Indians                         | CAN Mohawk Indians                         | 0         |  |  |                                            |                                            |       |